# 格里斯比
格里斯比（Greasby）是英國的一个村庄，位於英格蘭的威勒爾半島。

## 外部連結
- Greasby website
- Merseytravel （页面存档备份，存于）